# Rau tiến vua

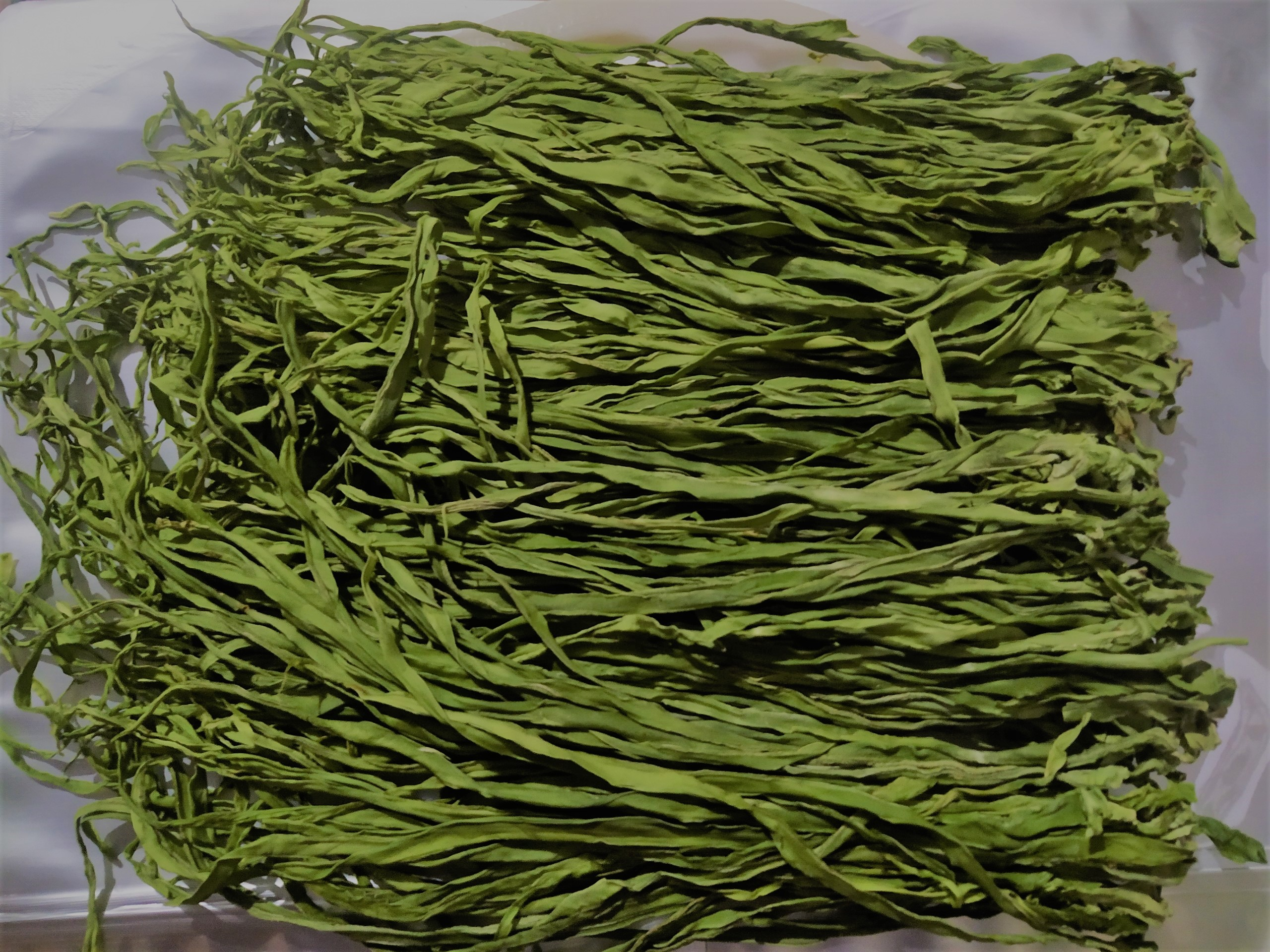
Rau tiến vua khi được phơi khô

Rau tiến vua, rau cống hay công xôi (đọc trại của từ cống thái tương tự cải bó xôi là ba thái; tiếng Trung: 贡菜; Hán-Việt: Cống thái; bính âm: Gòng cài) là một loài thực vật thuộc chi Lactuca, gần với xà lách và thường bị nhầm. Thân của rau tiến vua có màu xanh tươi, giòn, vị như sứa, giá trị ăn được cao, là đặc sản của Từ Châu, Trung Quốc và được mệnh danh là “sứa đất liền” (lục địa hải triết - 陆地海蜇).

## Mô tả
Cây thân thảo hàng năm, thân dày, màu trắng mềm, hình trụ, bề mặt nhẵn, khi trưởng thành cây có thể cao tới 1 mét. Lá to, xanh và tròn, có lông nhỏ trên mặt lá. Hoa nhỏ, màu vàng nhạt, có đa giác với các đường trên đó. Hạt có hình cầu, màu nâu sẫm và lớp biểu bì có thể rụng; Thời kỳ ra hoa là tháng 4-5; Thời kỳ đậu quả là tháng 6-7.